# Лаубен (Унтералгој)
Лаубен (њем. Lauben) општина је у њемачкој савезној држави Баварска. Једно је од 52 општинска средишта округа Унтералгој. Према процјени из 2010. у општини је живјело 1.309 становника. Посједује регионалну шифру (AGS) 9778163.

## Географски и демографски подаци
Лаубен се налази у савезној држави Баварска у округу Унтералгој. Општина се налази на надморској висини од 590 метара. Површина општине износи 18,4 km². У самом мјесту је, према процјени из 2010. године, живјело 1.309 становника. Просјечна густина становништва износи 71 становника/km².